# (137108) 1999 AN10
(137108) 1999 AN10 (também escrito como (137108) 1999 AN10) é um asteroide próximo da Terra que é classificado como um asteroide Apollo. Ele possui uma magnitude absoluta de 17,8 e tem um diâmetro entre 800 a 1800 metros. Em 7 de agosto de 2027, este objeto vai passar dentro de 0,0026 UA (390 000 km) a partir da Terra.
1999 AN10 tem uma órbita bem determinada com um arco de observação de 58 anos. Ele foi encontrado por Andreas Doppler e Arno Gnädig em imagens precovery de 1955.
Em 7 de agosto de 1946, o asteroide passou a 0,00625 UA (935 000 km) da Terra e depois a 0,00404 UA (604 000 km). a partir da Lua.

## Descoberta
(137108) 1999 AN10 foi descoberto no dia 13 de janeiro de 1999, pelo Lincoln Near-Earth Asteroid Research (LINEAR).

## Órbita
A órbita de (137108) 1999 AN10 tem uma excentricidade de 0,56209 e possui um semieixo maior de 1,4587 UA. O seu periélio leva o mesmo a uma distância de 0,63880 UA em relação ao Sol e seu afélio a 2,2787 UA.